# Гуаймі
Гуаймі́ (guaymí) — індіанський народ мовної сім'ї чибча.
Проживають в Панамі — провінції Чирикі, Бокас-дель-Торо та Верагуас.
Чисельність — приблизно 30000 осіб (1970).
Основне заняття — рибальство, полювання, землеробство (вирощують кукурудзу, тютюн, банани, фруктові дерева). Значна частина чоловіків посезонно працюють на великих сільськогосподарських підприємствах.